# AVG
Az AVG AntiVirus (első, 1992-ben Csehországban történt megjelenésekor még AVG néven: az Anti-Virus Guard rövidítése) az AVG Technologies, az Avast leányvállalata által kifejlesztett antivírus-szoftvercsalád. A Windows, a MacOS, a Linux és az Android operációs rendszerekre is elérhető.
2016. július 7-én az Avast bejelentette, hogy 1,3 milliárd dollárért megvásárolja az AVG-t.
Az AVG megakadályozza a számítógép vírusfertőzését, észleli és eltávolítja a támadókat, és jó esetben a számítógépet még gyorsabbá is teszi.
Háztartásonként 1 db, kizárólag magáncélra használt számítógépre ingyenesen telepíthető. Az ingyenes programok legálisan használhatók akár magán-, akár üzleti célra.

## Termékek

### Otthoni felhasználásra
- AVG Ultimate
- AVG Internet Security
- AVG AntiVirus Free
- AVG AntiVirus for MAC
- AVG AntiVirus for Linux
- AVG AntiVirus for Android
- AVG TuneUp
- AVG Cleaner for MAC
- AVG Cleaner for Android
- AVG Driver Updater
- AVG Secure VPN for PC
- AVG Secure VPN for MAC
- AVG Secure VPN for Android
- AVG Secure VPN for iOS
- AVG AntiTrack
- AVG Secure Browser
- AVG Remote Virus Removal
- AVG Express Install

### Üzleti felhasználásra
- AVG AntiVirus Business Edition
- AVG Internet Security Business Edition
- AVG File Server Business Edition
- AVG PC TuneUp Business Edition
- AVG Email Server